# Dades personals
La protecció de dades és l'adaptació a la Societat de la Informació del dret fonamental a la privadesa i a la vida privada, inclòs per les Nacions Unides a la Declaració Universal dels Drets Humans (1948). Les tecnologies de privadesa de dades tracten de reforçar el dret anterior en la societat de la informació. En els darrers anys s'han aprovat diverses lleis per protegir aquest dret.

## Legislació
La legislació sobre protecció de dades de caràcter personal és un conjunt de normatives que cal aplicar vers al registre, gestió, tractament i eliminació de les dades de les persones. Són aquell conjunt de normes reglamentades d'aplicació obligada per a totes les entitats públiques o privades que registren i tracten dades personals i, per tant, tenen bases de dades d'aquestes característiques registrades en qualsevol suport i format. Així, l'afectació de la normativa que regula el tractament de dades personals és molt extensa i a més està en constant desenvolupament, ja que el seu vincle amb l'avenç de les noves tecnologies és directe. Més encara si pensem que la base de les relacions entre entitats públiques i privades i les persones passen obligatòriament per la creació de fitxers de dades personals. Ja sigui quan es contracta un determinat servei, es compra un producte determinat o quan es reben serveis sanitaris o educatius, les dades personals quedaran registrades i seran tractades, de tal manera que caldrà que es respecti estrictament allò disposat per a consentiment informat i drets.
Des que una dada de caràcter personal és registrada fins que ja no és d'utilitat, o bé no ho és per a la finalitat per la que va ser registrada, el responsable de fitxer ha de garantir-ne la confidencialitat, la seguretat en el tractament i, també, en la seva eliminació. Això comporta un seguit d'obligacions fonamentals que el legislador no ha estat capaç de concretar amb precisió, segurament perquè aquest és un àmbit que canvia al ritme de la tecnologia. En qualsevol cas, l'ús de les dades personals és un dret fonamental que cal protegir. I aquesta protecció ha de ser més rigorosa en tant més qualitat tingui la dada; atès que no tenen la mateixa naturalesa el registre de dades personals d'un establiment comercial tèxtil que el d'un centre mèdic, per posar dos exemples. Això no obstant, en ambdós casos tindrem fitxers de dades d'usuaris o clients que caldran, necessàriament, protegir en tot el seu procés i encara més si les dades han d'ésser cedides a tercers.
La tendència a la protecció de les dades tot i trobar-se força generalitzada a nivell internacional, i molt especialment en l'entorn de la Unió Europea, encara avui el seu desenvolupament pràctic i efectiu resta molt lluny del nivell desitjable i malauradament és habitual trobar-se amb casos de dades personals registrades, tractades, comunicades, cedides i eliminades sense cap mena de control. Especialment en l'àmbit de l'acció comercial de moltes entitats, no només privades. Estem parlant, doncs, d'una assignatura pendent, la de garantir els drets personals de manera efectiva davant les possibles irregularitats en el tractament de les dades personals, i cal preveure i exigir que s'acompleixi dita protecció.

## Entorn jurídic i marc normatiu a l'estat espanyol

### Llei Orgànica de Protecció de Dades de Caràcter Personal (LOPD)
La Directiva 95/46/CE del Parlament Europeu i del Consell de 24 d'octubre de 1995, relativa a la protecció de les persones físiques pel que fa al tractament de dades personals i a la lliure circulació d'aquestes dades, va derogar el contingut en matèria de l'antecedent jurídic de l'actual LOPD, la Llei Orgànica 5/1992, de 29 d'octubre, de Regulació del tractament automatitzat de dades de caràcter personal. Tanmateix, aquesta normativa europea va esdevenir motivació pel desenvolupament d'una llei espanyola de regulació d'aquesta matèria i va acabar donant com a resultat el desplegament legislatiu que avui tenim en el marc de l'estat espanyol en matèria de protecció de dades.
En el marc del desenvolupament dels drets fonamentals establerts per la Constitució Espanyola de 1978 especialment en atenció als drets de l'article 18 que es concreten en el dret a l'honor, la intimitat personal i familiar i la pròpia imatge, es promulga la Llei Orgànica de Protecció de Dades de Caràcter Personal. Igualment, l'àmbit normatiu i de regulació d'aquesta llei té efectes també en altres drets fonamentals de la norma suprema de l'ordenament jurídic espanyol, com ara la integritat moral, la llibertat ideològica, religiosa i de culte que s'hi relacionen de manera indirecta pel contingut normatiu que es desenvolupa, sent-ne un element central la protecció especial de determinades dades personals quan es defineix la qualitat de la dada i nivells de seguretat. Així la LOPD suposa un gran avenç normatiu amb efectes a tot el territori nacional en matèria de regulació de tractament de dades personals. Tot i això la Llei orgànica per si mateixa és una declaració d'intencions i de normativa general en matèria i calia, per tant, esperar el seu desenvolupament normatiu adient: el reglament.

### Reial Decret 1720/2007 (RDLOPD)
Amb l'objectiu de desenvolupar la LOPD s'elabora el Reial Decret 1720/2007, de 21 de desembre, pel que s'aprova el Reglament de desenvolupament de la LOPD (en endavant RDLOPD 1720), després de les nombroses demandes de col·lectius professionals que fins a l'entrada en vigor d'aquest reglament es trobaven amb una Llei orgànica de protecció de dades de 13 de desembre de 1999 que coexistia amb el Reglament de Mesures de Seguretat de l'antiga llei 5/1992, que datava de juliol de 1999, per la qual cosa era anterior a la mateixa LOPD. Així, fins a l'entrada en vigor d'aquest nou RDLOPD 1720 la LOPD ha estat coexistint amb el reglament de mesures de seguretat anterior a ella i que desenvolupava la llei antiga. Això, com no pot ser d'altra manera, ha generat un clima d'incertesa constant en l'aplicació de la normativa per part dels agents públics i privats, incloent-hi els àmbits professionals especialitzats, sectors tots ells que han reclamat intensament el reglament de desenvolupament de la LOPD. Més encara si tenim en compte que el règim sancionador establert per la legislació ha estat aplicat en nombrosos processos d'inspecció encara que no fos massa clara la normativa a aplicar.

### Agència Espanyola de Protecció de Dades
L'àmbit competencial en matèria de control de la normativa i procediment sancionador recau en l'Agencia Espanyola de Protecció de Dades, en els termes que s'estableixen al Títol VI de la LOPD destinat exclusivament a aquesta. Així, en l'article 35.1 de la LOPD estableix que "L'Agència de Protecció de Dades és un ens de dret públic, amb personalitat jurídica pròpia i plena capacitat pública i privada, que actua amb plena independència de les administracions públiques en l'exercici de les seves funcions". És, per tant, un òrgan autònom especialment creat per aquest àmbit que disposa del seu propi estatut. Aquest òrgan té atribuïdes les competències que s'estableixen a l'esmentat Títol VI de la LOPD, moltes en règim d'exclusivitat.
Això no obstant, el legislador estableix un nivell de relativa descentralització, establint en l'article 41 de la LOPD la possibilitat de creació d'agències de protecció de dades d'àmbit autonòmic. Tot i així, és taxativa la llei orgànica en l'atribució de les competències doncs aquestes possibles agències de caràcter autonòmica tindran competències limitades i només quan la titularitat del fitxer sigui pública. És a dir, pels fitxers creats o gestionats per la mateixa administració autonòmica o per l'administració local del seu àmbit territorial. Per la qual cosa només disposaria de limitades competències i sempre en el marc d'actuació de les administracions públiques de la comunitat autònoma en qüestió. Tanmateix, la potestat sancionadora establerta a la LOPD és matèria reservada a l'agència estatal, ja sigui en l'àmbit de les entitats de dret privat com en l'àmbit de qualsevol administració pública, amb independència del territori i de si existeix o no òrgan equivalent autonòmic.
Així, les Comunitats Autònomes que vulguin podran crear la seva agència autonòmica de protecció de dades amb límit territorial per a la seva competència i material respecte del que es disposa a l'article 41 de la LOPD. Catalunya, per exemple, és una de les comunitats que ha aprofitat aquesta opció normativa i ha creat l'Agència Catalana de Protecció de Dades Personals.